# Hoplosaenidea apicalis
Hoplosaenidea apicalis là một loài bọ cánh cứng trong họ Chrysomelidae. Loài này được Laboissiere miêu tả khoa học năm 1933.